# Pelleport
 Pelleport  là một xã thuộc tỉnh Haute-Garonne trong vùng Occitanie tây nam nước Pháp. Xã này nằm ở khu vực có độ cao trung bình 270 mét trên mực nước biển.

## Di tích

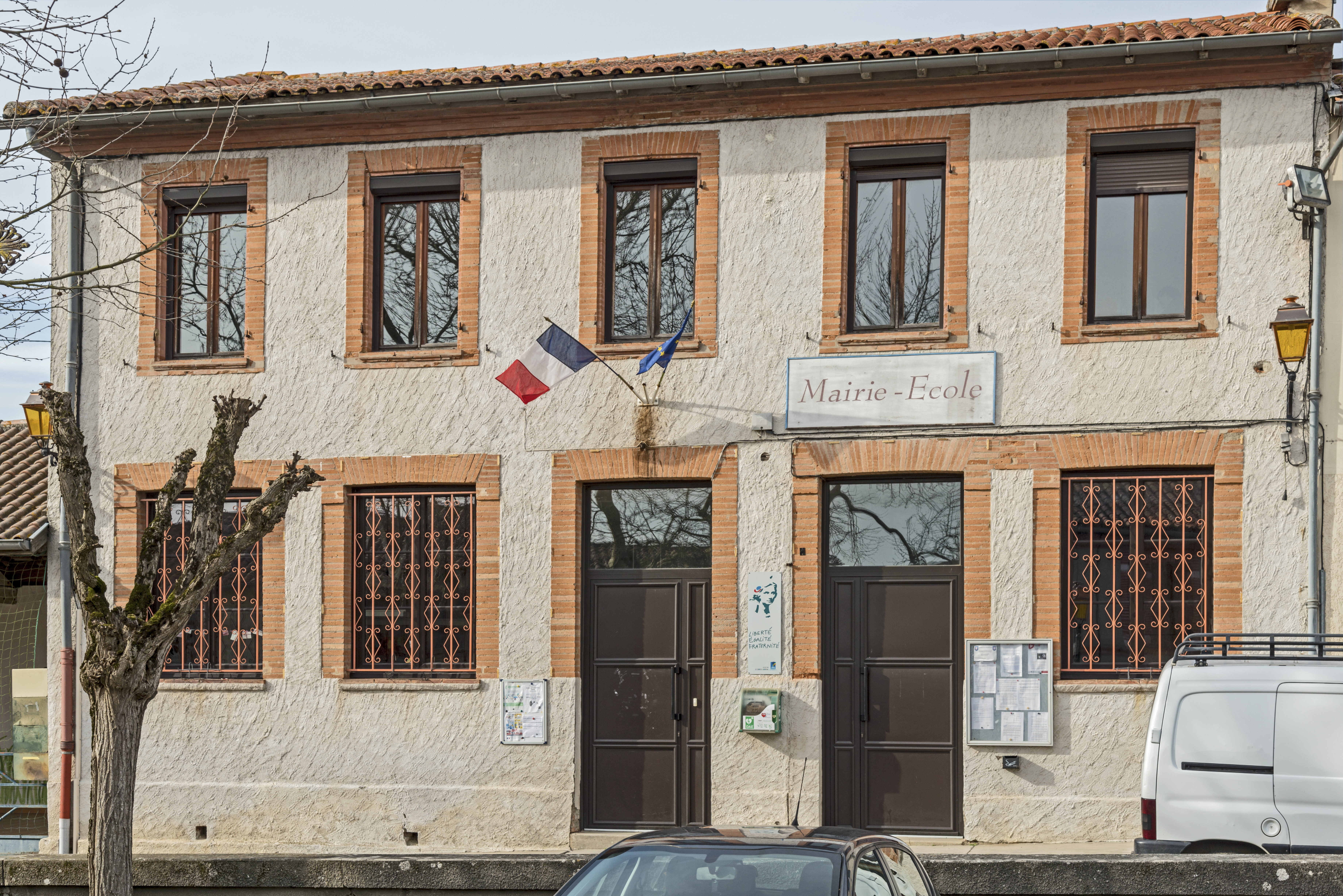
Tòa thị chính.
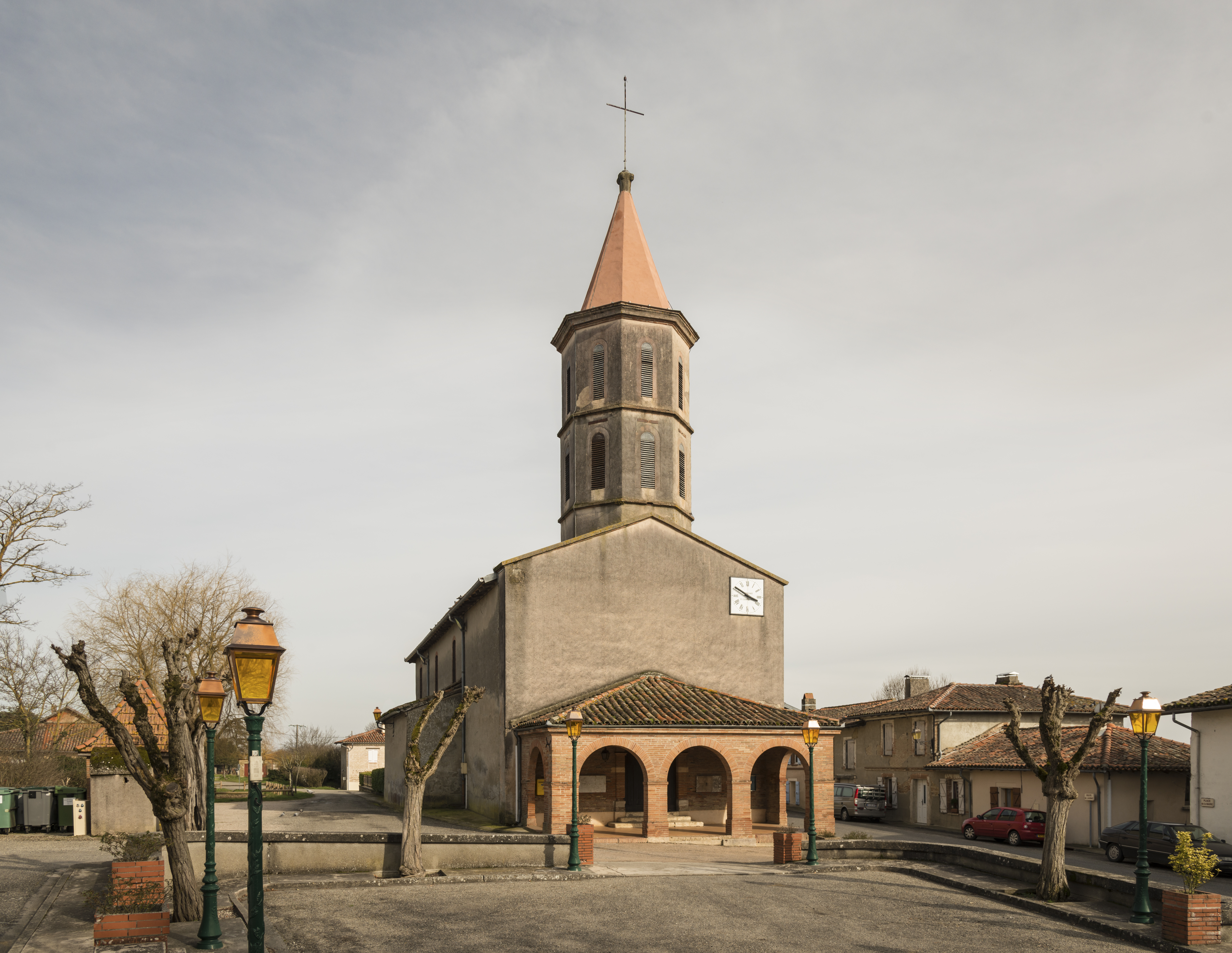
Các nhà thờ.
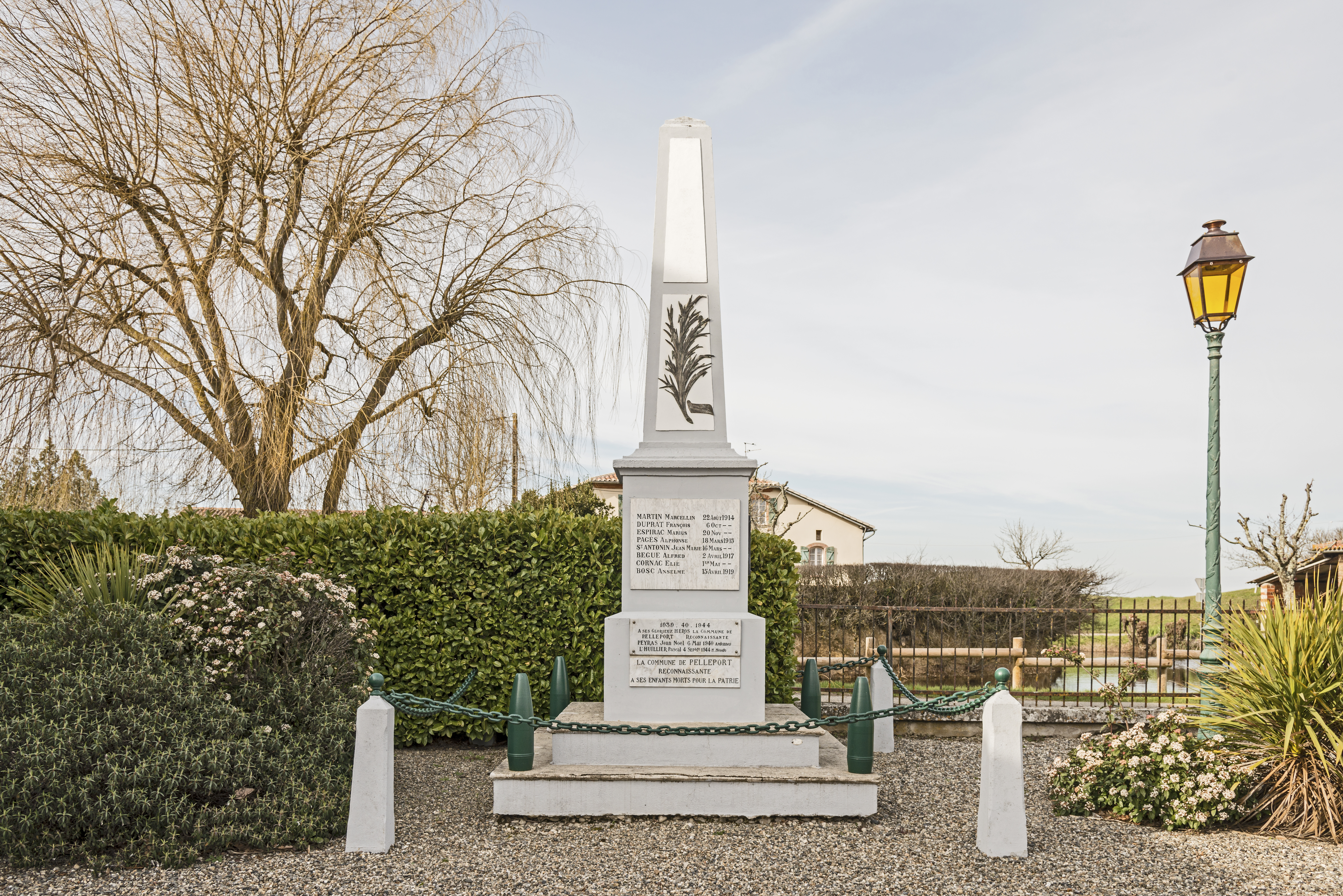
Đài tưởng niệm Chiến tranh.